# Erminig d'Oliverie
Erminig d'Oliverie född 2014, är en fransk varmblodig travhäst som tränades av Franck Leblanc och kördes antagligen av Franck Nivard under åren 2016-2019 och senare av antagligen Adrien Lamy eller Éric Raffin.
Erminig d'Oliverie började tävla i November 2016 och inledde med en sjätteplats och därefter tog hon tre raka segrar. Hon sprang under sin karriär in 1 miljon euro på 40 starter, varav 15 segrar och 4 andraplats samt 2 tredjeplatser. Karriärens största seger kom i Critérium des 3 ans (2017).
Erminig d'Oliverie har även segrat i Grupp 2-loppen Prix Ozo (2017), Prix Reine du Corta (2017), Prix Annick Dreux (2017), Prix Uranie (2017), Prix de Tonnac-Villeneuve (2018), Prix Paul Leguerney (2018), Prix Guy Le Gonidec (2018) och Prix de Croix (2019) och hon kom även på andraplats i Prix de l'Étoile (2017), Prix Charles Tiercelin (2018), Critérium des 4 ans (2018) och kommit på tredjeplats i Prix de Sélection (2018).
Hon räknas som en av de bästa hästarna i den franska E-kullen där bland annat Eridan och Etonnant ingår.